# Wanda Zeman
Wanda Zeman, née le 7 avril 1952 à Lublin en Pologne et décédée le 27 décembre 2012 à Varsovie, est une monteuse polonaise.

## Filmographie sélective
- 1992 : Warszawa, année 5703 de Janusz Kijowski
- 1996 : Chamanka de Andrzej Żuławski
- 1999 : Pan Tadeusz : Quand Napoléon traversait le Niémen de Andrzej Wajda
- 2006 : L'Héroïne de Gdansk (téléfilm) de Volker Schlöndorff

## Récompenses et distinctions
- Festival du film polonais de Gdynia
  - Meilleur montage en 1990 pour Kornblumenblau
  - Meilleur montage en 1992 pour Psy
  - Meilleur montage en 1994 pour Psy 2: Ostatnia krew
- Polskie Nagrody Filmowe
  - Meilleur montage en 2000 : Pan Tadeusz : Quand Napoléon traversait le Niémen
  - Meilleur montage en 2006 : Persona non grata
  - Meilleur montage en 2008 : Pare osób, maly czas